# Thomas Tumler
Thomas Tumler (5 december 1989) is een Zwitsers  alpineskiër. Hij vertegenwoordigde zijn vaderland op de Olympische Winterspelen 2018 in Pyeongchang.

## Carrière
Tumler maakte zijn wereldbekerdebuut in februari 2012 tijdens de reuzenslalom in Bansko. In 2018 nam Tumler deel aan de Olympische Winterspelen in Pyeongchang. Op de Super G eindigde Tumler op de 26e plaats. Op 2 december 2018 behaalde Tumler zijn eerste podiumplaats in een wereldbekerwedstrijd dankzij een derde plaats op de reuzenslalom in Beaver Creek.

## Resultaten

### Olympische Spelen
| Jaar | Plaats      | Resultaten  |
| ---- | ----------- | ----------- |
| 2018 | Pyeongchang | 26e Super G |

### Wereldkampioenschappen
| Jaar | Plaats               | Resultaten                         |
| ---- | -------------------- | ---------------------------------- |
| 2019 | Åre                  | DNF run 1 Reuzenslalom DNF Super G |
| 2023 | Courchevel & Méribel | 18e Reuzenslalom                   |
| 2025 | Saalbach             | Reuzenslalom · Landenwedstrijd     |

### Wereldbeker
Eindklasseringen
| Seizoen   | Algm | RS  | SG  | PAR |
| --------- | ---- | --- | --- | --- |
| 2011/2012 | 138e | 48e | -   |     |
|           |      |     |     |     |
| 2013/2014 | 123e | 43e | -   |     |
| 2014/2015 | 100e | 49e | 32e |     |
| 2015/2016 | 73e  | -   | 21e |     |
| 2016/2017 | 139e | -   | 46e |     |
| 2017/2018 | 80e  | -   | 23e |     |
| 2018/2019 | 49e  | 18e | 28e |     |
| 2019/2020 | 69e  | 41e | 28e | 4e  |
|           |      |     |     |     |
| 2021/2022 | 104e | 32e | 42e | -   |
| 2022/2023 | 62e  | 17e | -   |     |
| 2023/2024 | 28e  | 7e  | -   |     |
| 2024/2025 | 26e  | 6e  | -   |     |

Wereldbekerzeges
| Datum           | Plaats       | Onderdeel    |
| --------------- | ------------ | ------------ |
| 8 december 2024 | Beaver Creek | Reuzenslalom |